# 黄帝陵
黄帝陵是中国传说时代君主黄帝的墓葬。黄帝传说本非信史，现在中国境内有多处黄帝陵，又有已无法考证的汉时上郡阳周县黄帝陵:25。
自唐代起，黄陵县黄帝陵成为官方认可的黄帝陵。宋明清，至近代沿袭:5。进入21世纪后，包括黄帝陵、黃帝祭等争议，成为陕西、河南两省的“黄帝之争”。是中国各地常见名人故里、墓葬的争议。有观点认为，各地出现纪念性陵庙，均无真身尸骨，没有必要争论真假。各地应从大局利益出发，遵守历代以来、约定俗成的陵庙祭祀地点，“摆脱琐细的分割，巩固历史形成的统一”，则有积极意义:23。

## 桥山与黄帝陵
《史记·五帝本纪》记“黄帝崩，葬橋山”。桥山所在，中国学界无定论，有多种说法:17。《尔雅》曰：“山锐而高曰桥也”，或曰：水从山底经过为桥。故“桥山”得名于一种“到处都可以找到”的地形:4。

### 汉朝上郡阳周县黄帝陵
汉时，在上郡阳周县曾有黄帝陵。《史记·孝武帝本纪》记汉武帝“乃遂北巡塑朔方，勒兵十余万还祭黄帝冢桥山，泽兵须如”。《汉书·王莽传》记，王莽曾“遣骑都尉嚣等，分治黄帝园，位于上郡桥畤”。顏師古注释，桥山之上故曰桥畤。到晋代，史地学者仍认为黄帝陵在汉代上郡阳周县南部的桥山上:17—18。

### 北魏赵兴郡阳周县黄帝陵
北魏时，以汉代北地郡泥阳县地为阳周县。趙興郡阳周县下记有桥山、黄帝陵。唐朝时，赵兴郡阳周县为宁州真宁县。《括地志》记宁州东境子午山即桥山，上有黄帝陵:28。
唐朝大曆年间，宁州东邻的坊州官员——鄜坊節度使臧希讓上奏，坊州有黄帝陵阙，列入祭祀。后世，在坊州中部县黄帝陵致祭。1944年，改中部县为黄陵县:28—29。

## 现存黄帝陵
中国现在黄帝陵数量不详。2010年时，有作者称“眼下全国有十多个黄帝陵”。陕西省子长市境内虽无黄帝陵建筑或遗迹，但认为境内高柏山即是橋山。在李家岔镇曹家坬村南、高柏山最高峰新建始祖庙。

### 陕西省黄陵县黄帝陵
黄陵县黄帝陵始建年代不详。《唐会要·卷二十二》记，唐朝“大曆五年（770年）四月，鄜坊節度使臧希讓上言。坊州軒轅皇帝陵闕。請置廟。四時饗祭。列于祀典。詔從之。”:28—29。北宋初年有过修缮。开宝五年（972年），将黄帝庙从桥山西麓移到今址:5。明廷考查此处黄帝陵庙后，亦定期派官员祭祀黄帝，清代沿袭:5。
进入2000年代后，中国地方政府推动本地举办各类公祭活动。2004年开始，由陕西省人民政府主办清明公祭轩辕黄帝典礼。2008年两会期间，四名陕西籍全国政协委员联名提出议案，要求将公祭活动升格为国家级。与黄陵县争夺国家级黃帝祭的競爭者为自认是黄帝故里的河南省新郑市。

### 河南省灵宝市黄帝陵
灵宝黄帝陵又称荆山黄帝陵，位于河南灵宝市西20公里荆山黄帝岭。2000年，列为第三批河南省文物保护单位。《炎黄春秋》杂志副总编徐庆全认为，“尽管灵宝黄帝陵有充分的证据，但较黄陵县相比，在地理位置上失了一筹。黄陵县因地处西北，在国共合作抗战中，国共两党祭祀黄帝陵成为凝聚民族力量的象征。而此时，河南尚在抗日前线。因此，日后政治上对黄帝陵的认定，也就只能在黄陵县了”。

### 河北省涿鹿县黄帝陵
涿鹿县黄帝陵与《魏书》记载的北魏皇帝巡视广宁郡、观温泉、祭黄帝相关。北魏时，涿鹿县为广宁郡广宁县。有研究者指出，《魏书》、《水经注》仅记广宁桥山有黄帝祭堂，并无黄帝陵:30—31。

### 北京市平谷区黄帝陵
平谷黄帝陵俗称轩辕台。有研究者认为相关传说出现在明代。即《大明一統志·卷一》所记“鱼子山，在平谷县东北一十里，上有大冢，云轩辕黄帝陵也。”:29—30

### 甘肃省正宁县黄帝陵
正宁县黄帝陵又称黄帝冢，位于正宁县子午岭西麓五顷塬乡。

## 相关
- 炎帝陵